# Bauhinia melastomatoidea
Bauhinia melastomatoidea là một loài thực vật có hoa trong họ Đậu. Loài này được R. Torres miêu tả khoa học đầu tiên năm 1993.